# ベストミーンズ
株式会社Best means（ベストミーンズ）はエネルギー設備を推奨している会社。
仙台を中心に東北地方や関東エリアまで対応範囲としている。
住宅用太陽光発電システム、蓄電池、オール電化のプランニングから施工、保守まで対応し、クリーンなエネルギーを自家発電しながら、家庭内のエネルギー消費を最適に制御することで実現する省エネかつ経済的な家庭生活をサポートするサービスを提供している。